# Campanula romanica
Campanula romanica là loài thực vật có hoa trong họ Hoa chuông. Loài này được Savul. mô tả khoa học đầu tiên năm 1916.